# Arthur E. Adams
Arthur E. Adams (1917-2007) fue un historiador estadounidense, profesor en las universidades de Michigan State y Ohio.
Fue autor de obras como Readings in Soviet Foreign Policy: Theory and Practice (Heath, 1961), Bolsheviks in the Ukraine: The Second Campaign, 1918–1919 (Yale University Press, 1963), An Atlas of Russian and East European History (Praeger, 1967), junto a Ian M. Matley y William O. McCagg, o Men Versus Systems: Agriculture in the USSR, Poland, and Czechoslovakia (The Free Press, 1971), junto a Jan S. Adams, entre otras.